# Giuramento (film)
Giuramento è un film drammatico del 1982, diretto da Alfonso Brescia. È l'ultimo film di Mario Merola girato da Brescia.

## Trama
Ambientato a Napoli. Salvatore e Concetta non si possono sposare a causa delle precarie condizioni economiche dei due, né possono far operare la madre di lei per la sua cecità. Per sopperire alla necessità, la donna decide di partire con il fratello minore Nino alla volta degli Stati Uniti, per andare a chiedere aiuto economico ad una ricca zia. Prima di partire Concetta giura eterna fedeltà a Salvatore; ma dopo un po' di tempo l'uomo non ha più notizie di lei. Decide quindi di partire a sua volta per gli Stati Uniti, dove scopre che Concetta non ha rispettato il patto, sposandosi con il boss italo-americano Frank Geraci.
Appena giunto negli Stati Uniti, Salvatore fa amicizia con Raffaele detto Fefè, un attore che fa spettacoli per le facoltose famiglie italoamericane travestendosi da Pulcinella, tra le quali anche quella del boss marito di Concetta. Raffaele vede in Salvatore un gran talento canoro, e lo invita a seguirlo. Salvatore accetta, e qui scopre che Concetta fu costretta a sposare il boss, e che lo ama ancora. Intanto uno scagnozzo del boss sente tutto, e avvisa Frank della vita precedente di Concetta. Il boss geloso decide di eliminare il problema, ma intanto Salvatore e Concetta avevano progettato la fuga a Napoli, dirigendosi al porto di Brooklyn. Proprio sul molo vengono raggiunti da Frank e dallo scagnozzo Ricky, ma viene fermato da Raffaele, che li aveva seguiti e da Nino che uccide Frank e Ricky a colpi di pistola, dando così il via libera a Salvatore e a Concetta di tornare a Napoli.

## Produzione
La scena comica in cui Mario Merola fa la barba ad Enzo Cannavale, è stata improvvisata tutta da Merola, in quanto non era prevista dal copione. Lo schiaffo che Mario Merola dà a Ricky, il guardaspalle di Frank Geraci è uno schiaffo vero.

## Colonna sonora

### Tracce
- Serenata smargiassa (E. A. Mario - V. Iannuzzi) – cantata da Mario Merola
- Santa Lucia Luntana (E. A. Mario) – cantata da Mario Merola
- Tu ca nun chiagne (E. De Curtis - Bovio) –  cantata da Mario Merola
- Vierno (Acampora - De Gregorio) – cantata da Mario Merola
- Giuramento (Vian - Russo) – cantata da Mario Merola
- Vattenne va (D'Angelo - De Paolis - D'Angelo) – cantata da Nino D'Angelo
- Stasera si' cchiù bella (D'Angelo - Casaburi - Bevilacqua) – cantata da Nino D'Angelo
- Palummella (Ignoto) – cantata da Nino D'Angelo
- Cartulina 'e Napule (Bergamini - Lucatelli) – cantata da Pamela Paris
- Nonna nonna a 'na pupata (V. De Crescenzo - A. Visco) – cantata da Gloriana

## Accoglienza

### Incassi
Il film si è classificato al 77º posto tra i primi 100 film di maggior incasso della stagione cinematografica italiana 1982-1983.

### Critica
Segnocinema scrive del film: «Sceneggiata di pretto gusto partenopeo, Giuramento è senza infamia e senza lode».
Segnalazioni Cinematografiche afferma che «il film è molto più vario di situazioni e di incontri di quanto potrebbe sembrare [...] ci sono tutti gli ingredienti della sceneggiata napoletana, dalla ricchezza dei sentimenti ardenti dei personaggi alla religiosità popolare, dalla proverbiale bontà del cuore alla vivacità e spontaneità degli atteggiamenti. Tutto viene abbondantemente condito con suoni e canti napoletani, che vengono offerti con profusione e generosità.»